# Philippe Bertrand (ingénieur)
Pour les articles homonymes, voir Philippe Bertrand et Bertrand.
Philippe Bertrand, né en 1730 à la Commanderie de Launay, à Saint-Martin-sur-Oreuse, dans l'Yonne près de Sens, et mort à Paris le 12 mars 1811, est l'ingénieur concepteur du canal du Rhône au Rhin. C'est aussi un géologue qui a formulé une théorie de la formation de la planète Terre dans son ouvrage de 1797.

## L'ingénieur des Ponts et Chaussées
Philippe Bertrand est issu d'une famille qui assurait à Launay la gestion de la commanderie de l'ordre de Malte depuis la fin du XVIIe siècle lorsque François-Tristan Bertrand (le grand-père) avocat en Parlement (1697-1711) a pris la succession de sa belle-famille à Launay. Le père (Philippe Bertrand, né en 1702 et mort le 23 septembre 1771 à Saint-Martin-sur-Oreuse) était « marchand et receveur (administrateur) de la commanderie de Launay » et son fils aîné Augustin-Claude Bertrand lui a succédé de 1771 à 1793
Cadet de la famille, Philippe Bertrand entre à l'École des ponts et chaussées en 1748 et y reste comme élève et répétiteur jusqu'en 1752 où il commence une carrière qui le conduit au poste d'ingénieur en chef à Clermont en 1769 puis à Besançon en 1770. Il travaille alors au projet de liaison fluviale entre le Rhône au Rhin et établit un projet complet de canal de navigation reliant la Saône (à Saint-Symphorien-sur-Saône) au Rhin (à Strasbourg) en empruntant le cours du Doubs en étudiant d'abord le « Projet d'un canal de navigation pour joindre le Doubs à la Saône » qu'il publie en 1777. En dépit des polémiques de Claude-Quentin La Chiche à propos de la paternité du projet, Philippe Bertrand dirige les travaux qui commencent en 1783 et est promu inspecteur général le 7 décembre 1786. Au milieu des interruptions causées par la période révolutionnaire, il approfondit son projet général (mémoire de 1790 à l'Assemblée Nationale) et il est nommé « directeur du canal du Rhône au Rhin » en 1792 et confirmé comme «Directeur en chef du projet du canal de jonction du Rhône au Rhin » en 1798 (13 germinal an V). Il assure ainsi la réalisation de la jonction Saint-Symphorien-sur-Saône-Dole qui est achevée en 1802 et travaille au tracé du canal au travers de la Franche-Comté jusqu'en Alsace. Promu en l'an II inspecteur général des Travaux publics pour plusieurs provinces de l’Est et du Sud-Est, il laisse la charge des travaux en direction du Rhin à Joseph Liard nommé en 1791 ingénieur en chef des Ponts et Chaussées du Doubs mais il supervise le projet jusqu'à sa mort en 1811.
Membre de l'Académie de Besançon depuis 1786, Philippe Bertrand était aussi architecte : on lui doit par exemple le Palais de Justice de Baume-les-Dames, construit de 1777 à 1781 en collaboration avec l'architecte bisontin Nicolas Pillot (1735-1813).

## Le géologue
Philippe Bertrand s'est intéressé à la géologie et a exposé sa « Théorie générale de la Terre » dans la Lettre à M. le comte de Buffon, réfutation en 190 pages écrite dès 1779 et publiée à Besançon en 1780 (2e édition en 1782) des Époques de la nature du Pline de Montbard parues en 1779. Il complétera son système explicatif de la formation de la terre dans son essai de 1797 Nouveaux Principes de géologie, comparés et opposés à ceux des philosophes anciens et modernes, notamment de J.-C. Lamétherie, qui les a tous analysés.
Prenant appui sur ses observations concrètes liées à ses travaux d'ingénieur des Ponts et chaussées, Philippe Bertrand critique le système proposé par Buffon et se place dans le sillage du Telliamed de Benoît de Maillet (1656-1738) pour qui les êtres sont nés de l'eau. Il élargit cette théorie à l'ensemble de la nature en y associant lui aussi la conviction déiste d'une force primordiale qui a lancé le processus. Une force première inconnue a constitué les corps célestes, parmi lesquels la Terre, avec un élément unique l'eau : « l'eau est la matière originaire de notre globe » (Nouveaux Principes de géologie, p. 481) « Je dis que l’eau, la matière la plus simple et la plus générale que nous connaissions, a reçu presque en même temps le mouvement, le feu, la lumière et la forme de planète ; et que par une longue combinaison avec ces autres éléments elle s’est transformée en tout ce qui compose aujourd’hui la terre et son atmosphère ; excepté seulement ce qui en reste encore dans la mer, et qui, quoique sans doute bien déchu de son état et de sa fécondité originels, ne laisse pas de subir toujours pareille transformation » (Lettre à M. le comte de Buffon, p. 52). Une seconde force mécanique céleste inconnue a formé notre système solaire et la chaleur a morcelé la glace originelle qui constituait notre planète qui s'est mise à fondre en libérant un chaos minéral d'une époque antérieure : « Tout nous dit, en effet, qu'un second prodige céleste et sans doute analogue au premier, dont la cause reste également inconnue, a changé et ralenti les deux mouvements annuel et diurne, en transposant l'axe d'équateur et par conséquent l'exubérance du sphéroïde. Il s'est ensuivi un prodigieux déplacement dans la masse des eaux restantes et l'émersion subite des premiers continents » (Nouveaux Principes de géologie, page 489). Les corps vivants se sont alors constitués par diverses combinaisons ce qui explique leur apparition étalée dans le temps et leurs transformations : « Ce fut l'époque et le théâtre où le globe, en pleine puberté, recevant pour la première fois toutes les influences solaires et atmosphériques, fit éruption de toutes ses forces vitales longtemps concentrées ; et rendant vivante chaque particule du sol natif, enfanta les végétaux et animaux terrestres, sur ceux que la mer déjà peuplée venait de laisser à sec. » (Nouveaux Principes de géologie, page 487). Sur le plan géologique, le recul des mers emportant divers sédiments et mettant au jour des « reliques natives » a façonné le relief en association avec divers mouvements de la masse de la Terre comme les séismes qui ont produit différentes roches tels le grès ou le granit. Faisant d'ailleurs une utilisation régulière du mot géologue, nouveau à l'époque, Philippe Bertrand prend à témoin les hommes de terrain comme lui pour valider son histoire de la Terre : « Mais c’est surtout aux ingénieurs et même aux élèves de l’École Pratique des mines que je m’adresse et qu’il appartient de me juger. Ils font journellement et par état des excursions et des études locales que, depuis plus de 50 ans, je n’ai presque jamais pu faire qu’à l’occasion d’un service différent, quoiqu’assez analogue. »
Ingénieur participant aux débats de son temps, Philippe Bertrand prend place à la fin du XVIIIe siècle comme un des premiers théoriciens du transformisme alors en violent débat avec le fixisme à base religieuse, même s'il reste déiste.